# Infineon

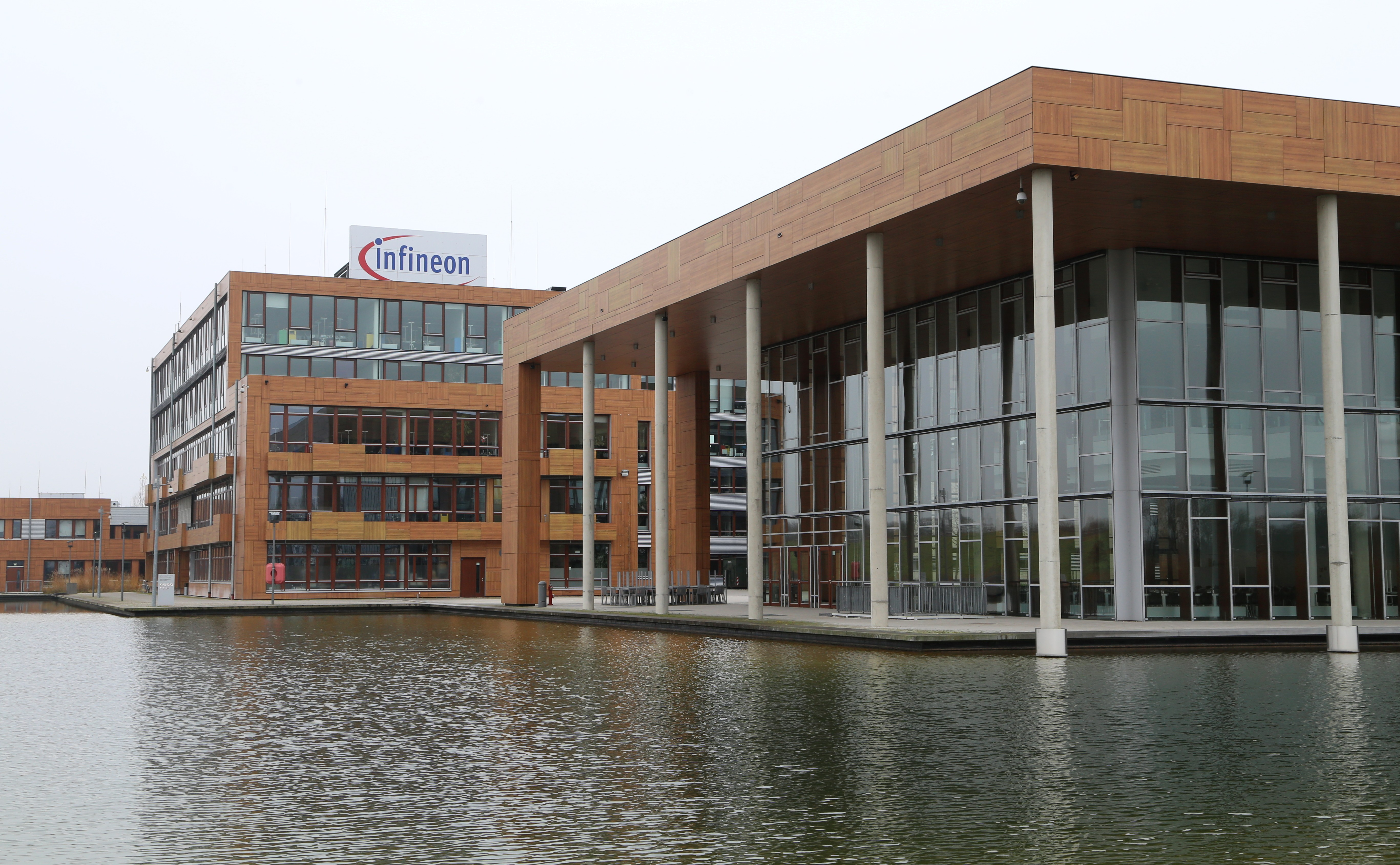
Campeon: Infineon-Hauptsitz in Neubiberg bei München

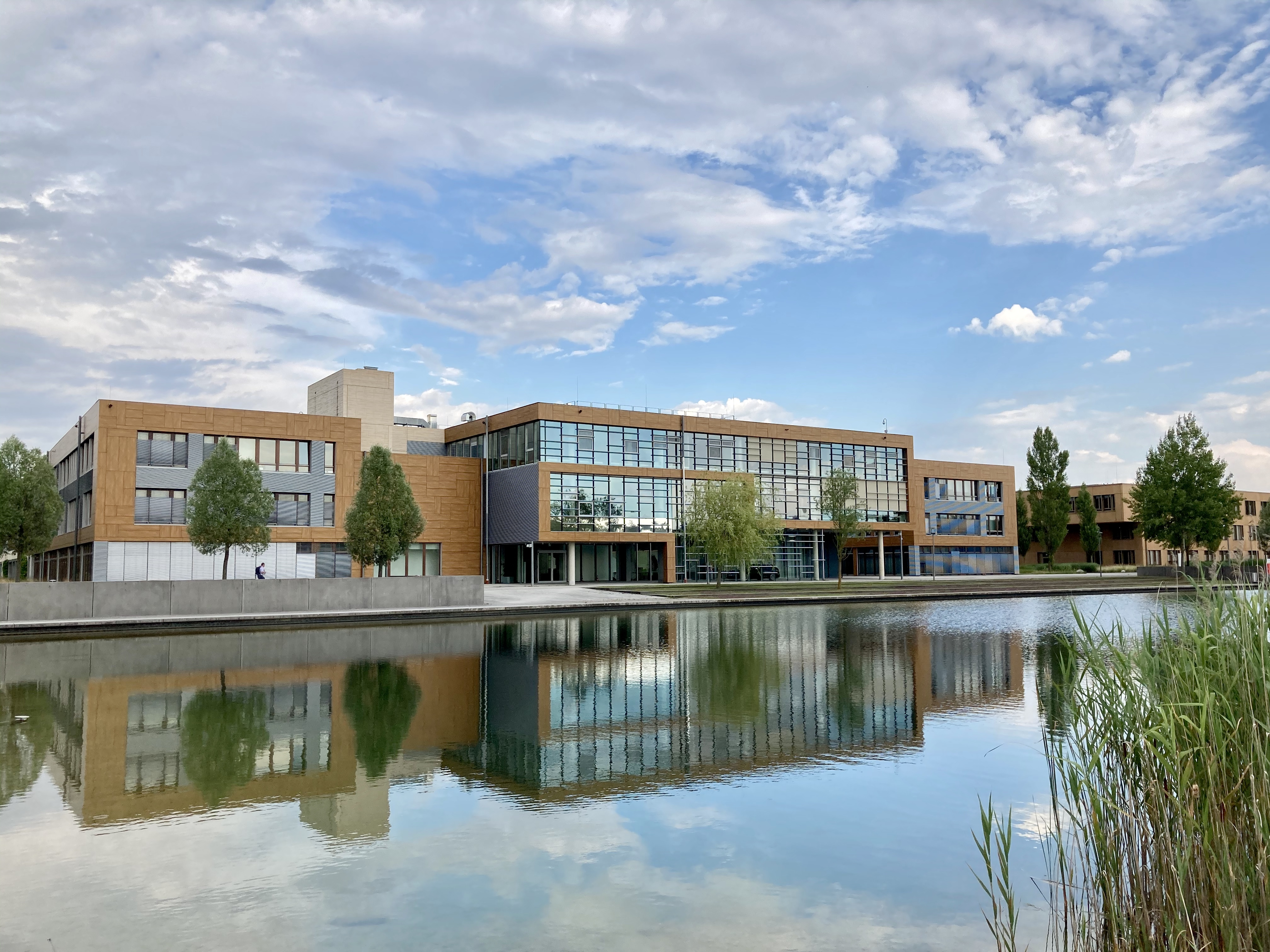
Campeon: Infineon-Hauptsitz in Neubiberg bei München

Die Infineon Technologies AG ist ein deutscher Halbleiterhersteller. Das Unternehmen hat seinen Firmensitz in Neubiberg (Landkreis München) und ist an der Frankfurter Wertpapierbörse notiert. Es entstand im Jahr 1999 durch die Ausgliederung des Halbleitergeschäfts von Siemens.
Nach Angaben des Handelsblattes ist Infineon der größte deutsche Halbleiterhersteller und gehört zu den größten zehn Halbleiterherstellern weltweit. Das Unternehmen gliedert sich in die Geschäftsbereiche Automotive, Green Industrial Power, Power & Sensor Systems sowie Connected Secure Systems.
Mit rund 58.000 Mitarbeitern erzielte Infineon im Geschäftsjahr 2024, das am 30. September 2024 endete, einen Umsatz von 14,96 Milliarden Euro. Dabei wird seit April 2020 das Geschäft von Cypress, das von Infineon übernommen wurde, einbezogen.

## Geschäftstätigkeit und Geschäftsbereiche

### Aktivitäten nach Geschäftsbereichen
Nach mehreren Umstrukturierungen umfasst Infineon vier Geschäftsbereiche:
- Automotive (ATV): Infineon liefert Halbleiterprodukte wie Mikrocontroller, Leistungshalbleiter und Sensoren für den Automobileinsatz. Im Geschäftsjahr 2021 belief sich der Umsatz des Segments auf 4,8 Mrd. Euro.[7]
- Green Industrial Power (GIP): In der Industriesparte des Unternehmens sind Leistungshalbleiter und -module gebündelt, die bei Erzeugung, Übertragung und Verbrauch elektrischer Energie zum Einsatz kommen. Die Leistungshalbleiter werden für die erneuerbare Energieerzeugung in Solar- und Windkraftanlagen sowie zur Energieübertragung und -wandlung einschließlich der Ladeinfrastruktur für die E-Mobilität eingesetzt. Aufgrund des starken Wachstums in diesem Bereich benannte Infineon die Sparte 2023 von Industrial Power Control (IPC) in Green Industrial Power (GIP) um.[8] Zu den Anwendungsfeldern zählen außerdem Frequenzumrichter für die Steuerung von elektrischen Antrieben für Industrieanwendungen. Im Geschäftsjahr 2021 erzielte IPC einen Umsatz in Höhe von 1,5 Mrd. Euro.[7]
- Power & Sensor Systems (PSS): Die Division PSS fasst das Geschäft mit Chips für energieeffiziente Stromversorgungen und Hochfrequenz-Anwendungen zusammen. Diese werden vor allem in Konsumgütern wie Fernsehern, Spielekonsolen, PCs, mobilen Endgeräten sowie in Computer-Servern eingesetzt. PSS erwirtschaftete im Geschäftsjahr 2021 einen Umsatz von 3,3 Mrd. Euro.[7]
- Connected Secure Systems (CSS): Der Geschäftsbereich CSS liefert Mikrocontroller für SIM-Karten der Mobiltelefonie, Sicherheitschips für Bezahlkarten und Zugangsberechtigungskarten sowie chipbasierte Systeme für behördliche Dokumente.[7] So liefert Infineon beispielsweise einen beträchtlichen Teil der Chips für den deutschen Personalausweis.[9] Darüber hinaus entwickelt CSS Halbleitertechnologie für Bezahlfernsehen, Trusted Computing sowie der Near Field Communication (NFC). Der Umsatz dieser Sparte lag 2021 bei 1,4 Mrd. Euro.[7]

Die beiden Divisionen IPC und PSS waren 2011 durch Aufteilung des Geschäftsbereichs Industrial & Multimarket entstanden, wobei das Segment PSS bis März 2020 unter der Bezeichnung PMM (Power Management & Multimarket) geführt wurde. Das Segment CSS entstand im August 2020 durch Umbenennung des vorherigen Segments Digital Security Solutions (DSS).

### Aktivitäten nach Regionen
Infineon ist weltweit tätig und steuert seine Aktivitäten auch über Landesgesellschaften: in den Vereinigten Staaten aus Milpitas (Kalifornien), im asiatisch-pazifischen Raum aus Singapur und in Japan aus Tokio. Im Geschäftsjahr 2021 wurden nach Regionen aufgeteilt 38 Prozent des Umsatzes in Greater China (Festland-China, Hongkong und Taiwan), 25 Prozent in Europa, im Nahen Osten und in Afrika (davon 12 Prozent in Deutschland), 16 Prozent im asiatisch-pazifischen Raum (ohne Greater China und Japan), 11 Prozent in Amerika und 10 Prozent in Japan erzielt.

### Standorte in Deutschland und Österreich

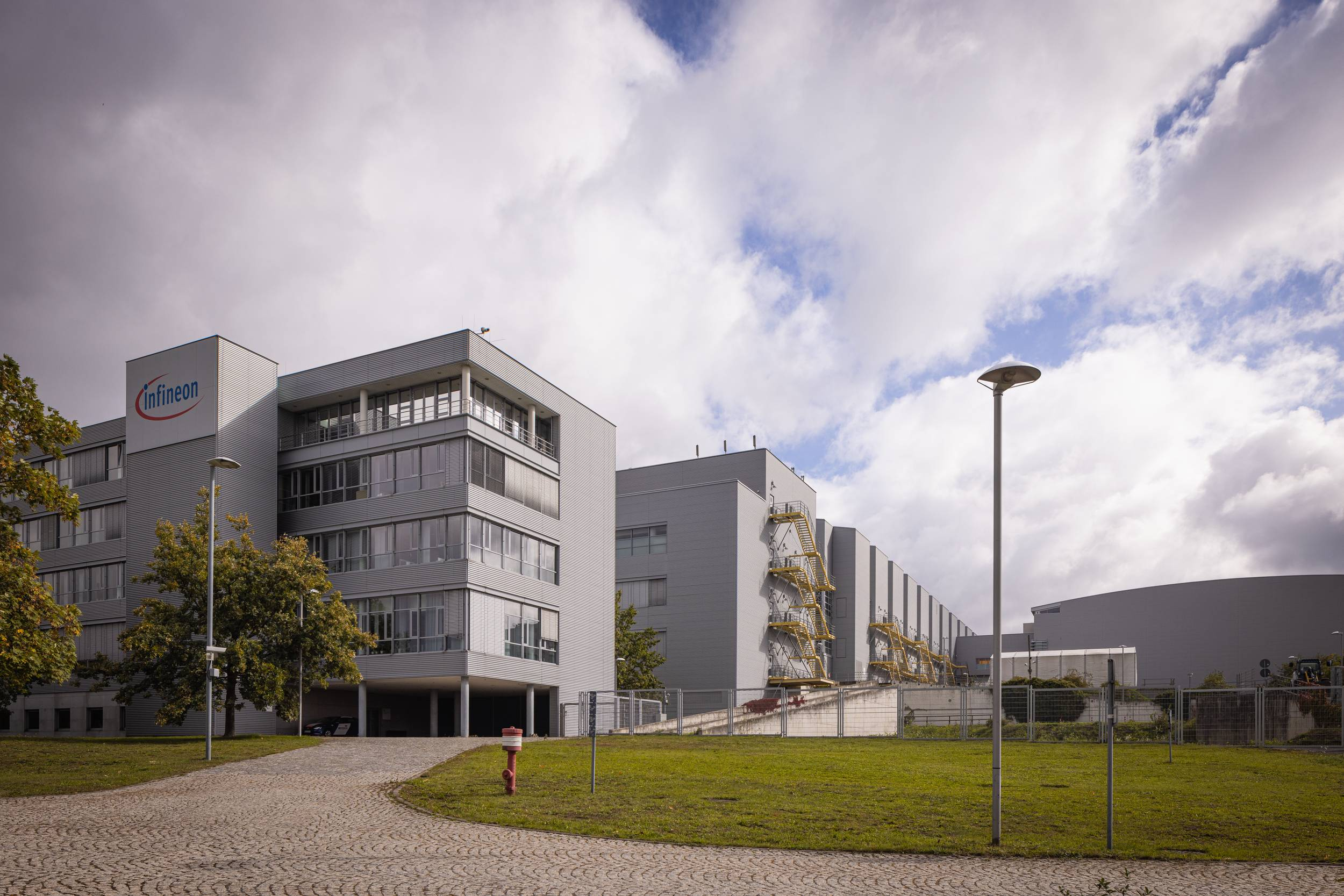
Infineon Standort Dresden

Im deutschsprachigen Raum hat der Konzern neben den direkt zugeordneten Betrieben der Infineon Technologies AG (beispielsweise im Raum München, Augsburg, Erlangen, Duisburg, Hannover, Regensburg, Karlsruhe) beziehungsweise der Infineon Technologies Austria AG (in Villach, Graz, Linz und Wien), mehrere Standorte Tochterunternehmen zugeordnet:
Der größte Fertigungsstandort mit 3.250 Beschäftigten (Stand 2023) ist die 1994 gegründete Infineon Dresden GmbH & Co. KG.
Die Danube Integrated Circuit Engineering GmbH & Co. KG (DICE) mit Sitz in Linz konzentriert sich auf die Entwicklung von ICs für Radarsysteme der Automobil- und Industriebranche. Außerdem werden ICs für die mobile Kommunikation und Navigation angeboten. Infineon ist seit 2000 an der DICE mehrheitlich beteiligt. Seit 2019 hält Infineon 100 % an der DICE.
Die Infineon Technologies IT Services GmbH wurde 2004 gegründet und betreut von Klagenfurt aus wesentliche Teile der weltweiten IT von Infineon. Infineon hält 100 % der Infineon Technologies IT Services GmbH.
Die Infineon Technologies Bipolar GmbH mit Sitz in Warstein ist seit 2007 ein gemeinschaftliches Tochterunternehmen von Infineon und Siemens Energy. Infineon hält 60 % der Unternehmensanteile und Siemens Energy 40 %.
Im August 2022 erwarb Infineon zu 100 % das Startup-Unternehmen Industrial Analytics IA GmbH in Berlin, das KI-Services zur Überwachung von Maschinen und Anlagen entwickelt.
Weitere Tochtergesellschaften sind die Moteon GmbH in Ilmenau, Hitex GmbH in Karlsruhe, Siltectra GmbH in Dresden, EPOS embedded power & core systems GmbH & Co. KG in Duisburg, Cypress Semiconductor GmbH in Langen, Infineon Technologies Memory Solutions Germany GmbH und KAI Kompetenzzentrum Automobil- und Industrieelektronik GmbH.

## Name
Infineon ist ein Kofferwort und setzt sich aus infinity (englisch für ‚Unendlichkeit‘) und aeon (griechisch für ‚Zeitalter, Ewigkeit‘) zusammen.

## Geschichte

### Ausgliederung aus Siemens
Die Siemens AG hatte Infineon im Jahr 1999 ausgegliedert und dann an die Börse gebracht, da sich der enorme Kapitalbedarf der Halbleiterindustrie am besten über die Börse finanzieren lässt und Siemens das Geschäft zu zyklisch war. Nach dem Börsengang reduzierte Siemens durch Paketverkäufe zunächst 2001 den Anteil auf unter 50 % und veräußerte in den Jahren 2004 und 2006 die restlichen Anteile.

### 2000 bis 2008
Zum 1. Mai 2006 gliederte Infineon seine Speichersparte unter dem Namen Qimonda als eigenständige Gesellschaft mit 12.000 Mitarbeitern aus. Das neue Unternehmen wurde im August 2006 an der New York Stock Exchange (NYSE) gelistet. Infineon gelang es allerdings zunächst nicht, Altaktien zu platzieren. Stattdessen ging der gesamte Emissionserlös durch Ausgabe neuer Aktien an Qimonda, Infineon hielt im Oktober 2008 rund 77,5 Prozent aller Aktien an der Gesellschaft. Qimonda meldete am 23. Januar 2009 Insolvenz beim Amtsgericht München an und war zu diesem Zeitpunkt nach wie vor mehrheitlich im Besitz von Infineon.
Unmittelbar vor der Übernahme der in Baden-Württemberg erzielten Tarifeinigung der Metall- und Elektrobranche nach Bayern ist Infineon am 13. November 2008 aus dem bayerischen Arbeitgeberverband ausgetreten.

### Seit 2009
Anfang Juli 2009 hat sich Infineon mit dem US-Investor Golden Gate Capital auf den Verkauf ihres Segments Wireline Communications über 250 Mio. Euro vertraglich geeinigt. Das dadurch neu entstandene Unternehmen firmierte als Lantiq. Ende Januar 2011 wurde der im August 2010 beschlossene Verkauf des bisherigen Geschäftsbereichs Wireless Solutions an Intel abgeschlossen. Das dadurch neu entstandene Unternehmen hatte rund 3500 Mitarbeiter und firmierte fortan als Intel Mobile Communications (IMC). Diese Verkäufe waren Teil einer größeren Umstrukturierung, neben der Insolvenz der Qimonda litt auch Infineon in dieser Zeit unter reduziertem Umsatz und machte im Jahr 2008 über 2 Mrd. Euro Verlust und im Jahr 2009 über 600 Millionen Euro Verlust. Das Management von Infineon schaffte es, neues Kapital durch Wandelanleihen zu bekommen und das Unternehmen vor dem Untergang zu bewahren.
Infineon gehört zu den ersten Unterstützern der FIDO-Allianz, die seit 2013 den Industriestandard Universal Second Factor (U2F) für eine allgemein anwendbare Zwei-Faktor-Authentifizierung entwickelt hat.
Am 20. August 2014 gab Infineon bekannt, International Rectifier bis Ende 2014 für einen Barpreis von zirka drei Milliarden US-Dollar übernehmen zu wollen. Die Übernahme wurde schließlich am 13. Januar 2015 abgeschlossen.
Im Juli 2016 gab Infineon die Absicht bekannt, das zum Unternehmen Cree Inc. gehörende Tochterunternehmen Wolfspeed zum Preis von 850 Millionen US-Dollar zu kaufen. Dadurch sollte die Marktpräsenz im Bereich Galliumnitrid auf Siliziumkarbid (GaN auf SiC) gestärkt werden. Kurz vor der Umsetzung wurde die Übernahme jedoch durch den Genehmigungsausschuss für ausländische Investitionen der neuen US-Regierung unter Präsident Trump als Risiko für die nationale Sicherheit eingestuft und vereitelt.
Im Oktober 2016 gab Infineon den Kauf von Innoluce BV bekannt. Das 2010 gegründete Halbleiterunternehmen entwickelt mikro-elektromechanische Systeme (MEMS) in Kombination mit Miniatur-Laser-Scanning-Modulen, die zur optischen Abstands- und Geschwindigkeitsmessung (Lidar) für das autonome Fahren benötigt werden. Ein Kaufpreis wurde nicht genannt.
Im Mai 2018 verkündete Infineon die bis dato größte Einzelinvestition ihrer Unternehmensgeschichte. Am Standort in Villach sollen 1,6 Mrd. Euro in ein Halbleiterwerk und Forschungszentrum investiert werden. Im September 2021 war der Bau abgeschlossen.
Vorstandsvorsitzende der Infineon Technologies Austria AG ist seit 2014 Sabine Herlitschka, von 2007 bis 2014 war dies Monika Kircher. In Österreich ist Infineon Mitglied der Plattform Industrie 4.0 und dort in der Arbeitsgruppe Forschung, Entwicklung und Innovation aktiv.
Im Juni 2019 wurde bekannt, dass Infineon eine Übernahme der Cypress Semiconductor Corporation für rund neun Milliarden Euro anstrebt. Im April 2020 konnte Cypress von Infineon übernommen werden. Dieser Kauf ist die größte Übernahme der Firmengeschichte Infineons.
Im Februar 2023 gab Infineon die Erweiterung des Dresdener Werks bekannt. Der Konzern will fünf Milliarden Euro investieren – und bekommt eine Milliarde Euro Fördermittel. Im gleichen Jahr übernahm Infineon den kleinen kanadischen Mitbewerber GaN Systems für 830 Mio. Dollar und das schwedische Startup Imagimob, das Machine-Learning-Lösungen für Edge-Geräte entwickelt.

## Vorstand
- Jochen Hanebeck, Vorstandsvorsitzender
- Sven Schneider, Finanzvorstand
- Andreas Urschitz, Chief Marketing Officer
- Rutger Wijburg, Chief Operations Officer
- Elke Reichart, Chief Digital and Sustainability Officer

## Strategische Partnerschaften
- Globalfoundries (Entwicklungs- und Fertigungskooperation für 40-Nanometer-Technologie)[54]
- UMC (Fertigungskooperation für Logikprodukte und Leistungshalbleiter für Automobilanwendungen)[55]
- TSMC (Entwicklungs- und Fertigungskooperation für 65-Nanometer-Technologie)[56]

## Kennzahlen
Die Unternehmenskennzahlen haben sich wie folgt entwickelt:
| Jahr                               | 2017   | 2018   | 2019   | 2020   | 2021   | 2022   | 2023   | 2024   |
| ---------------------------------- | ------ | ------ | ------ | ------ | ------ | ------ | ------ | ------ |
| Umsatz (in Mio. Euro)              | 7.063  | 7.599  | 8.029  | 8.567  | 11.060 | 14.218 | 16.309 | 14.955 |
| Ergebnis vor Steuer (in Mio. Euro) | 930    | 1.416  | 1.089  | 433    | 1.310  | 2.684  | 3.894  | 2.147  |
| Bilanzsumme (in Mio. Euro)         | 10.481 | 11.229 | 13.824 | 22.802 | 24.101 | 26.912 | 28.439 | 29.261 |
| Eigenkapital (in Mio. Euro)        | 5.636  | 6.446  | 8.633  | 9.016  | 10.198 | 13.741 | 15.841 | 16.016 |
| Anzahl Mitarbeiter                 | 37.479 | 40.098 | 41.418 | 46.665 | 50.280 | 56.194 | 58.590 | 58.065 |

## Aktionärsstruktur
| Anteil | Anteilseigner |
| ------ | ------------- |
| 6,83 % | BlackRock     |
| 3,04 % | Norges Bank   |
| 3,01 % | Amundi        |
| Rest   | Streubesitz   |

## Kontroversen

### Vorwurf der Missachtung von Russland-Sanktionen
Im August 2023 berichtete die F.A.S., dass Mikrochips der Firma in Trümmern von russischen Marschflugkörpern des Typs Ch-101 und weiteren gefunden wurden, die im Zusammenhang mit dem Russischen Überfall auf die Ukraine unter anderem in ukrainischen Wohngebieten einschlugen. Laut einem ukrainischen Fachmann seien diese Chips Teil des Navigationssystems der Marschflugkörper. Die Lieferung derartiger Chips ist durch die EU im Rahmen der Sanktionen gegen Russland seit dem Überfall auf die Ukraine untersagt.
Jochen Hanebeck, Vorstandsvorsitzender von Infineon, betonte, dass der Konzern für den Strom von sanktionswidrigen Lieferungen nicht verantwortlich sei und verwies auf „sehr lange Lieferketten“, deren komplette Nachvollziehung dem Unternehmen nicht möglich sei. Die Lieferungen seien über Drittländer erfolgt; laut Hanebeck suche Infineon auch selbst nach Spuren für die Lieferung von Infineon-Produkten nach Russland. Wenn bei Zwischenhändlern Lieferungen nach Russland entdeckt würden, würde man die Geschäftsbeziehung beenden.
Ein im Rahmen der Recherche befragter Sanktionsfachmann kritisierte diese Darstellung: Angesichts der Menge der gelieferten Chips und plötzlicher Zuwächse bei einzelnen russischen Käufern, welche klar auf Zolldokumenten ausgewiesen wären, sei der Vorgang bei einer einfachen Routineprüfung „schwer zu übersehen“ gewesen. Insgesamt lasse „die enorme Zahl der Verkäufe von sanktionierten Produkten an sanktionierte oder verdächtige Firmen auf ein Unternehmen schließen, das selbst minimale Sorgfaltspflichten klar verletzt“.

### Verurteilung wegen illegaler Preisabsprachen
Im Juni 2002 wurden vom US-Justizministerium Untersuchungen gegen Infineon und andere DRAM-Hersteller wie die südkoreanischen Konzerne Samsung und Hynix angestrengt, nachdem sich Computerhersteller über die steigenden Speicherchippreise beschwert hatten. 2004 bekannte sich Infineon gegenüber dem US-Justizministerium als Erstes dieser Unternehmen für schuldig, zwischen Juli 1999 und Juni 2002 durch illegale Preisabsprachen bei DRAM-Speicherchips die Verbraucher – bzw. Computerhersteller wie Dell, IBM und Apple – geschädigt zu haben, und erklärte sich bereit, in Raten bis zum Jahr 2009 160 Millionen US-Dollar als Entschädigung zu bezahlen.
Am 2. Dezember 2004 erklärten sich vier leitende Angestellte bereit, Gefängnisstrafen von vier bis sechs Monaten anzutreten und je 250.000 US-Dollar Geldstrafe (umgerechnet ca. 188.000 Euro) zu bezahlen: Ein Infineon-Sprecher erklärte hierzu, dass diese Verurteilung eine Angelegenheit der betroffenen Manager sei und die Firma Maßnahmen getroffen habe, weitere Auswüchse dieser Art zu verhindern.
Am 19. Mai 2010 verhängte die EU-Kommission der Infineon AG ein Bußgeld über 56,7 Millionen Euro wegen verbotener Preisabsprachen für DRAM-Chips mit den Chipherstellern Micron, Samsung, Hynix, NEC, Hitachi Zosen, Mitsubishi, Toshiba, Elpida und Nanya Technology.

### Korruptionsskandal
Im Juli 2005 ermittelte die Münchner Staatsanwaltschaft wegen des Verdachts auf Bestechlichkeit, Untreue und Steuerhinterziehung gegen Infineon-Topmanager. Namentlich genannt wurden Andreas von Zitzewitz, ehemals COO und Vorstand der Speicherchip-Sparte, Harald Eggers, früherer Infineon-Manager, der das Schweizer Technologieunternehmen Unaxis Holding AG leitete, und Udo Schneider, Betreiber der Schweizer Sponsoring-Agentur BF Consulting. Daraufhin trat Andreas von Zitzewitz am 18. Juli 2005 mit sofortiger Wirkung als Vorstand zurück.

## Unternehmensethik
Infineon wurde im September 2010 in den Nachhaltigkeitsindex Dow Jones Sustainability Index aufgenommen.